# Diacrolinia
Diacrolinia is een geslacht van uitgestorven weekdieren uit de klasse van de Gastropoda (slakken).

## Soorten
- Diacrolinia aquensis (Grateloup, 1827) †
- Diacrolinia aurita (Bellardi, 1873) †
- Diacrolinia orbignii (Rang, 1827) †